# Президентские выборы в Аргентине (1853)
Вторые в истории Аргентины президентские выборы состоялись 1 ноября 1853 года. На них был избран первый конституционный президент Аргентины. Это были первые президентские выборы после объединения страны в 1852 году.

## Выборы
Выборы проводились в рамках режима «открытого голосования» и сопровождались массовыми фальсификациями, насилием, покупкой голосов и крайне низкой явкой, при этом женщинам не разрешалось голосовать или быть избранными. В голосовании приняли участие только 1 % населения, имеющего право голоса. Согласно конституции выборы президента и вице-президента должны были осуществляться косвенно и раздельно, делегируя окончательные выборы каждого из них провинциальным коллегиям выборщиков, избранных на первичных выборах, избранным считались получившие наибольшее количество голосов в каждом избирательном округе.
Уркиса одержал победу в провинциях Катамарка, Кордова, Энтре-Риос, Жужуй, Ла-Риоха, Мендоса, Сальта, Сан-Хуан, Сан-Луис и Санта-Фе. Его основной соперник, унитарист Мариано Фрагейро, одержал победу в провинции Корриентес. Провинции Сантьяго-дель-Эстеро и Тукуман в голосовании не участвовали. Буэнос-Айрес также не участвовал в выборах, поскольку не был частью Конфедерации.
На выборах вице-президента ни один кандидат не сумел получить 50 % голосов в коллегии выборщиков, поэтому Национальный конгресс сам выбрал вице-президента из двух кандидатов, набравших наибольшее количество голосов.
Всего было избрано 106 выборщиков, в голосовании приняли участие 103 человека. 20 ноября 1853 года выборщики встретились и отправили свои голоса в Конгресс. 20 февраля 1854 года Конгресс провёл голосование и провозгласил генерала Хусто Хосе де Уркису президентом, а доктора Сальвадора Марию дель Карриля вице-президентом.

## Итоги голосования
| Кандидат | Кандидат                         | Партия      | Выборщики | %     |
| -------- | -------------------------------- | ----------- | --------- | ----- |
|          | Хусто Хосе де Уркиса             | Федералист  | 91        | 92,11 |
|          | Мариано Фрагейро                 | Унитарист   | 7         | 6,79  |
|          | Педро Ферре                      | Федералист  | 1         | 0,97  |
|          | Алехандро Висенте Лопес-и-Планес | Независимый | 1         | 0,97  |
|          | Хосе Мария Пас                   | Унитарист   | 1         | 0,97  |
|          | Бенхамин Вирасоро                | Федералист  | 1         | 0,97  |
|          | Факундо Сувирия                  | Унитарист   | 1         | 0,97  |
| Всего    | Всего                            | Всего       | 103       | 100   |